# Pirmin Stierli
Pirmin Stierli (Baar, 9 oktober 1947) is een voormalig Zwitsers voetballer. Hij was een verdediger.

## Carrière
Stierli speelde bij SC Zug, FC Zürich, RSC Anderlecht, Neuchâtel Xamax FC en opnieuw FC Zürich. Hij kwam 15 keer uit voor het Zwitsers nationaal elftal. Hij maakte zijn debuut op 29 september 1969 in Bern tegen Oostenrijk, en speelde zijn laatste interland op 9 oktober 1974 in Rotterdam tegen Nederland.

## Erelijst
- FC Zürich
  - Landskampioen: 1968, 1974, 1975, 1976
  - Zwitserse voetbalbeker: 1972, 1973, 1976